# Eiblkogel
Der Eiblkogel ist die mit 1831 m ü. A. höchste Erhebung eines oft auch insgesamt Lammalm genannten Bergrückens in der Gleinalpe nordwestlich von Graz.

## Lage und Umgebung
Bei Eiblkogel bzw. Lammalm handelt es sich – wie in der Gleinalpe häufig – um einen langgestreckt von Nordost nach Südwest verlaufenden Bergkamm mit breitem, grasbedecktem Rücken. Sein Gipfelbereich weist zwei Kuppen auf: eine niedrige (1807 m), die in den amtlichen Kartenwerten (Österreichische Karte, GIS-Steiermark) namenlos ist, und eine höhere, die als „Eiblkogel“ verzeichnet ist. Der Eindeutigkeit halber wird im Folgenden der gesamte Berg unter diesem Namen behandelt. Der Name „Lammalm“ begegnet uns in uneinheitlicher Verwendung für die Alm im engeren Sinne oder für den Rücken insgesamt. „Lammkogel“ hingegen ist der Name eines eng verbundenen, 1622 m hohen Gipfels südöstlich des Eiblkogels.
Der 1831 m hohe Eiblkogel ist eine verhältnismäßig markankte Erhebung innerhalb der Gleinalpe. Von den weiter östlich gelegenen Gipfeln erreicht keiner auch nur 1700 m Höhe. Die westlich anschließende Gruppe der drei höchsten Gleinalpen-Gipfel (zunächst der Lärchkogel) überragt ihn, jedoch sind diese Gipfel über hoch liegende Sättel eng verbunden. Der Eiblkogel hingegen wird von dieser Gruppe durch den Kreuzsattel (1583 m) deutlich abgegrenzt. Dieser bildete in der Vergangenheit für Säumer eine Alternative zum Gleinalmsattel. Die Grenze zum Polsterkogel (1608 m) im Osten bildet der auf 1505 m gelegene Polstersattel. Unter diesem quert heute der Gleinalmtunnel das Bergmassiv. Der Rücken des Eiblkogels bildet auch die Grenze zwischen den Bezirken Graz-Umgebung und Leoben. Nach Süden/Südosten fällt der Eiblkogel recht schnell ins Tal des Übelbachs ab. In Richtung Norden zieht sich ein langgestreckter, sanft abfallender Rücken bis zur Ortschaft Kleinlobming. 

## Wege
Der Eiblkogel per se ist selten Ziel einer Wanderung, jedoch verläuft über ihn ein Wanderweg, der Teil des Europäischen Fernwanderweges E6, des Zentralalpenweges und des Nord-Süd-Weitwanderweges ist. Von Süden ist der Zustieg aus Richtung Übelbach über Forstwege auf den Lammkogel (Sattel an der Lammhütte auf ca. 1470 m) und danach über unmarkierte Steige möglich. Von Norden führt eine öffentliche Straße aus Richtung Kleinlobming durch den Weitentalgraben bis unterhalb der Zechneralm. Von dort führt ein Steig auf den Kreuzsattel und damit zu den genannten Fernwanderwegen und auf den Eiblkogel.

Galerie
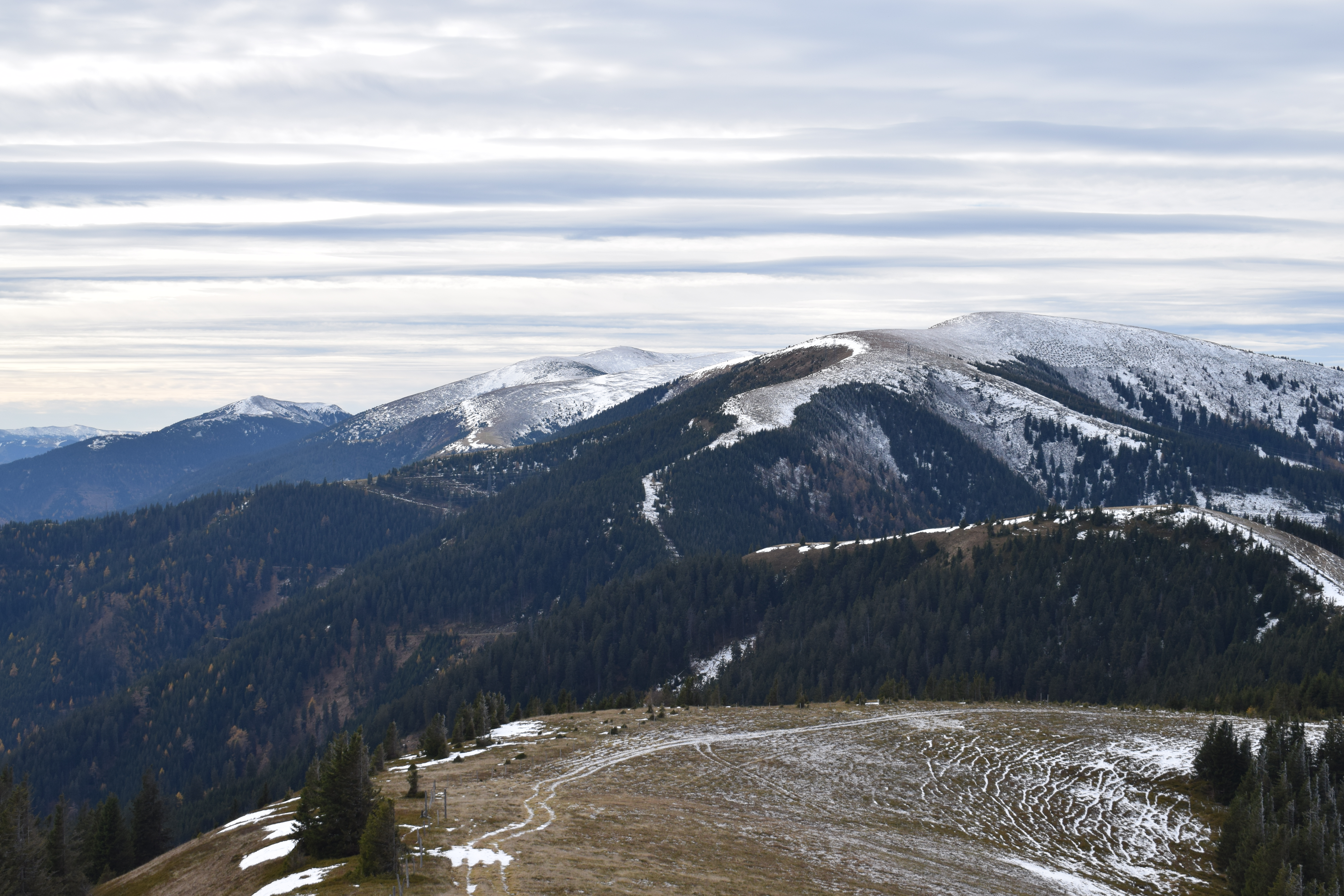
Blick von der Fensteralm nach Südwesten auf den Eiblkogel (rechte Bildhälfte)
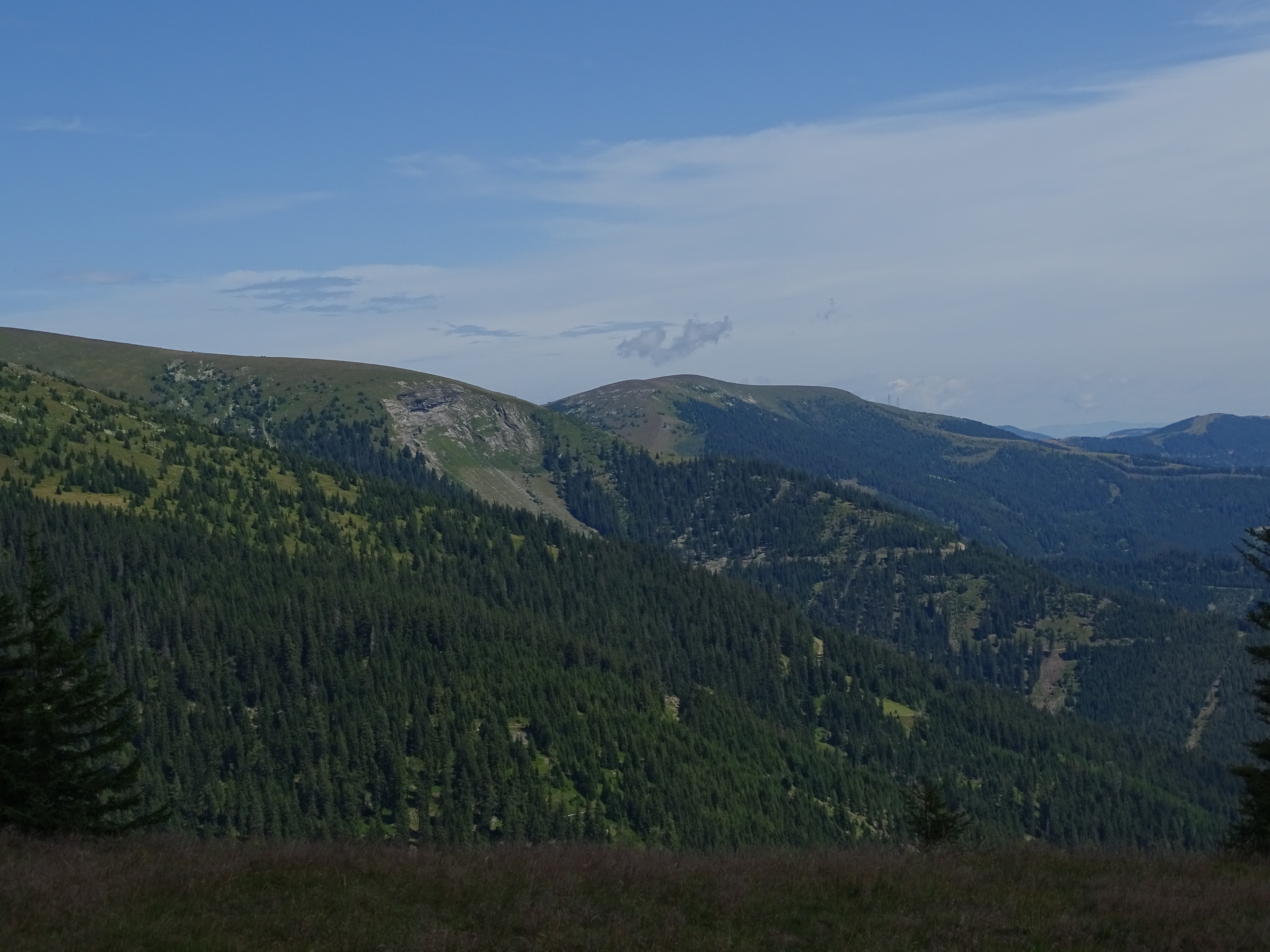
Blick von Südwesten auf Ausläufer des Lärchkogels, Kreuzsattel und Eiblkogel.
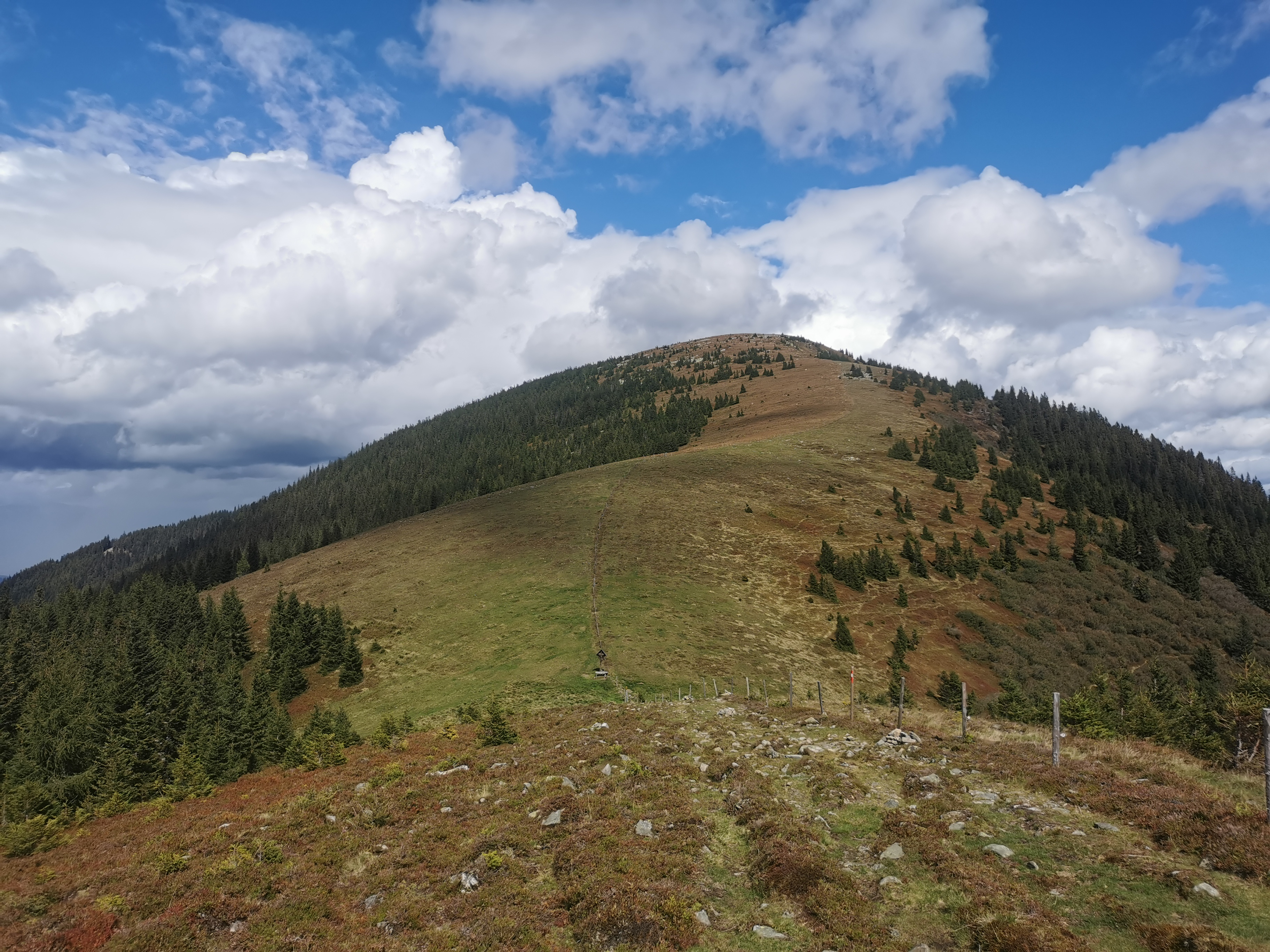
Blick vom Kreuzsattel hinauf zum namenlosen Nebengipfel des Eiblkogels.
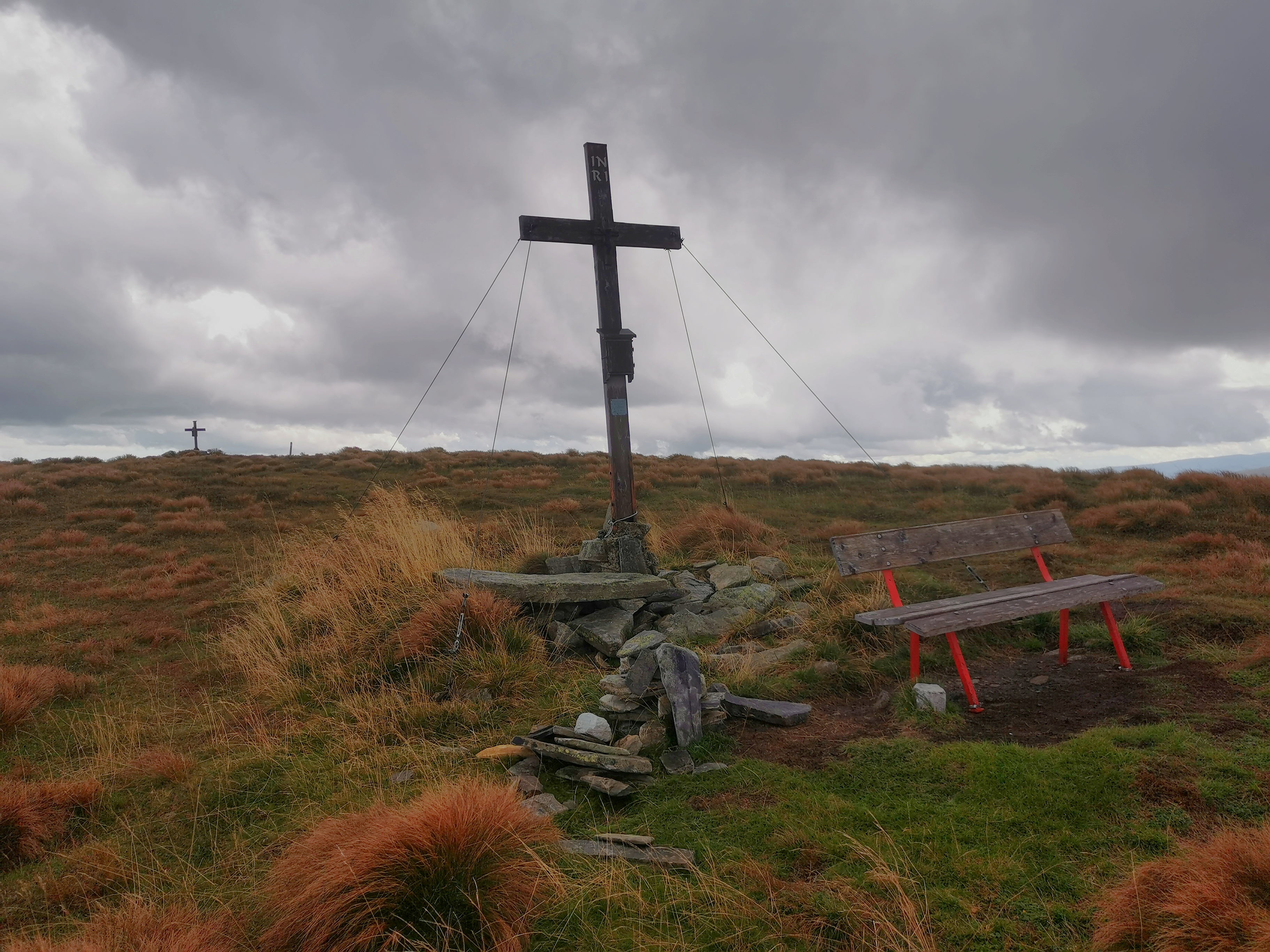
Gipfelbereich bei aufziehendem Herbstunwetter.
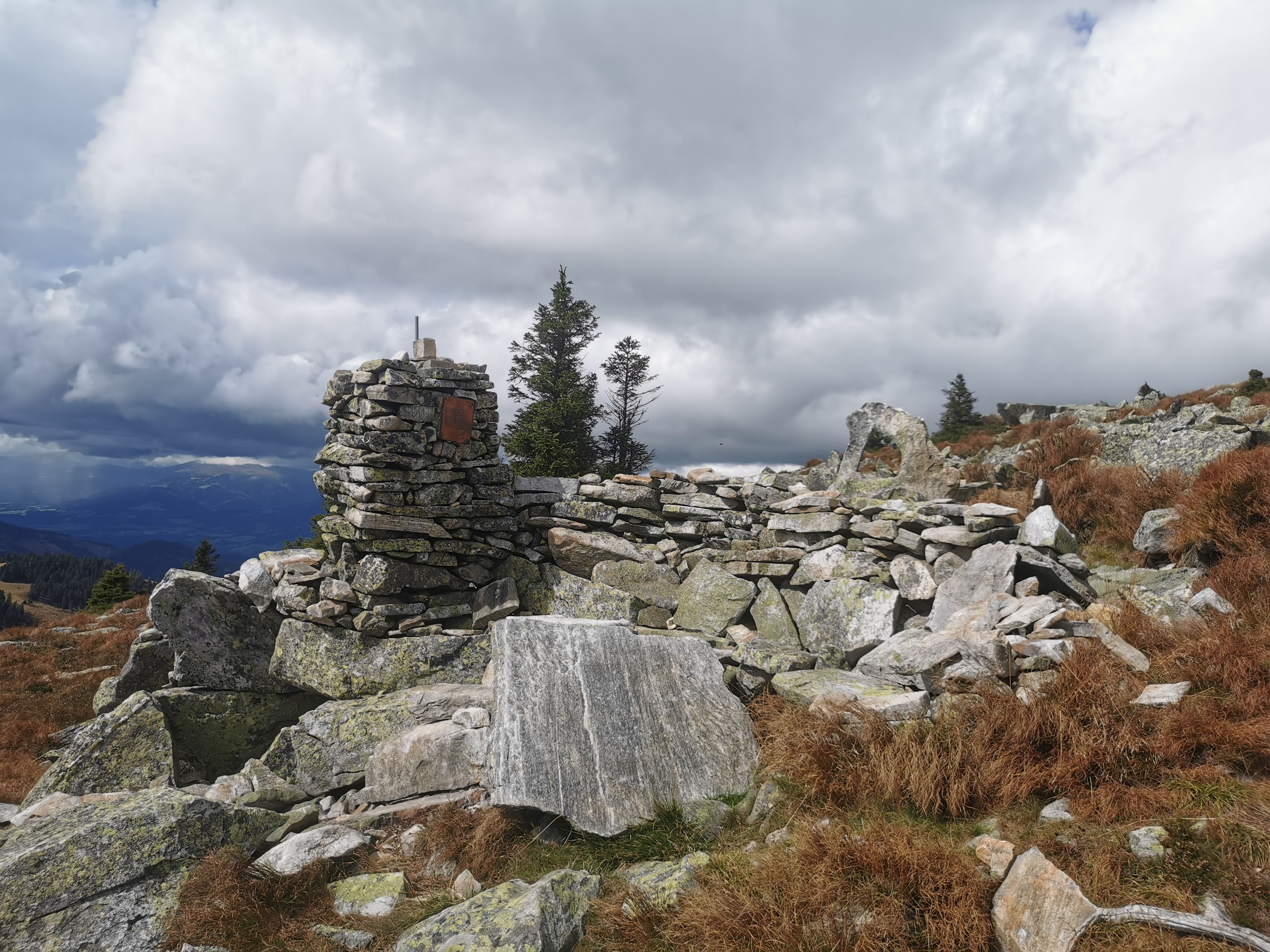
„Andachtsstätte“ mit Aufforderung zur Wertschätzung der Natur.